# Joe Fraser
Pour les articles homonymes, voir Fraser.
Joe Connor Fraser (né le 6 décembre 1998 à Birmingham) est un gymnaste artistique britannique.

## Carrière
En catégorie juniors, Joe Fraser est médaillé d'or par équipes aux Championnats d'Europe de gymnastique artistique masculine 2014. Au Festival olympique de la jeunesse européenne 2015, il est médaillé d'or par équipes, au concours général individuel  et aux barres parallèles, médaillé d'argent au cheval d'arçons et médaillé de bronze aux anneaux. Toujours chez les juniors aux Championnats d'Europe de gymnastique artistique masculine 2016, il obtient la médaille d'or par équipes et en barres parallèles, la médaille d'argent à la barre fixe et la médaille de bronze au concours général individuel et au cheval d'arçons.
Après une cinquième place au concours général individuel senior aux Championnats d'Europe de gymnastique artistique 2017, il obtient la médaille d'argent  par équipes aux Championnats d'Europe de gymnastique artistique masculine 2018 à Glasgow.
Il remporte la médaille d'or aux barres parallèles aux Championnats du monde de gymnastique artistique 2019 à Stuttgart puis la médaille de bronze sur le même agrès aux Championnats d'Europe de gymnastique artistique 2021 à Bâle.
Aux Championnats d'Europe de gymnastique artistique masculine 2022 à Munich, il remporte trois médailles d'or, au concours par équipes, au concours général individuel et aux barres parallèles.